# Bino Bini
Bino Bini (n. 23 ianuarie 1900, Livorno, Italia – d. 5 aprilie 1974, Livorno, Italia) a fost un scrimer italian, medaliat olimpic. A participat la două ediții ale Jocurilor Olimpice (1924, 1928) în care a câștigat o medalie de aur și o medalie de bronz.